# Ritacuba Blanco
Il Ritacuba Blanco è una montagna della Colombia di 5.410 metri, cima più alta della Cordillera Oriental, nella catena delle Ande. È soprannominata anche Ritak'uwa, antico nome dato dalla popolazione indigena degli U'wa che vive nella zona della Sierra Nevada del Cocuy.